# Punto sovrascritto
Il punto sovrascritto è un segno diacritico dell'alfabeto latino. Il segno è utilizzato in maniera non diacritica su i e j. In turco, talvolta, il punto sulla i si comporta come un segno diacritico. Viene utilizzato anche nell'arabo; le utilizzazioni del punto sovrascritto in questa scrittura sono trattate nell'articolo segni diacritici dell'alfabeto arabo.
Per le lingue con scrittura latina, compare principalmente nella paleografia medievale.

## Paleografia medievale

### iej
Nell'Antichità, esisteva nell'alfabeto latino la sola lettera i, disegnata invariabilmente senza punto, sia in maiuscola Capitale quadrata romana che in corsivo romano. In latino, la lettera vale sia come /i/ che come /j/ . 

Esempio di lettere aventi un punto sovrascritto

Si incomincia a trovare una i allungata (una j senza punto) nel nuovo corsivo romano, per motivi puramente estetici o di leggibilità (in inizio di parola, dopo un'altra i e nel caso sia scritta male nel contesto si potrebbe confondere con un'altra lettera: l'assenza di punto lo rende infatti un carattere poco leggibile). L'abitudine si conservò nelle scritture posteriori. Il punto è talvolta assente anche al giorno d'oggi. Bisogna attendere la minuscola carolina del XII secolo perché s'instauri l'abitudine di inserire una specie un accento acuto nel caso ci siano due i di seguito, per evitare che vengano confuse con la u: priuilegii verrà scritto, per esempio, prıuılegíí. Nel corso del secolo, l'uso si estende alle altre i isolate, soprattutto quando sono collegate a lettere con gambo corto (come m, n e u). L'uso della i lunga diminuisce sempre più, soprattutto per ragioni di visibilità. L'utilizzazione del diacritico (nel significato originale: «che distingue») sulla i passa alla scrittura gotica (il cui apogeo si situa al XIII secolo), che lo sviluppa: tra il XIV e il XV secolo il segno diacritico si incontra, senza una grande regolarità di utilizzo, sempre più sovente e in varie posizioni. All'accento acuto viene sempre più preferito il semplice punto, forma che si impone nel XV secolo.
Nella scrittura umanistica dei secoli seguenti e poi in tipografia, il punto viene generalizzato cosicché anche la i lunga lo utilizza (ad esempio in francese per motivi di leggibilità e soprattutto nel caso in cui si abbiamo due i di seguito si scrive ij). Nel XVII secolo, la i viene preferita per indicare la vocale, j per la consonante (che vale [ʒ] o [j], a seconda della lingua usata).
Consultare variante contestuale e storia dell'alfabeto latino per maggiori dettagli concernenti la differenziazione tra i e j, che non è affatto semplice come questa breve esposizione potrebbe far credere.

### ẏ
Nei primi manoscritti in antico inglese (scritti in onciale insulare), la y  è spesso tracciata con un punto sovrascritto: ẏ. Più tardi, nelle grafie utilizzate in Inghilterra la possibile confusione tra le lettere y e þ (thorn) ─ lettera che nel medio inglese come forma è divenuta simile alla y ─ ha confermato questo uso, al fine di distinguere meglio la «vera » y dal þ.
La lettera þ prima di essere completamente sostituita dal digramma th durante il Rinascimento (gli stampatori come Caxton non ne disponevano ─ così come della ð (edh) e della yogh ─ nei loro caratteri provenienti dall'Europa), il punto della y scomparve, il che portò ad alcuni errori: in effetti, fino al XIX secolo e ancora oggi, per dare un tono arcaizzante o piacevole alla grafia, può succedere che lo scrivente usi l'antico thorn Se è sotto la sua ultima forma conosciuta, una y in apparenza, ecco cosa succederà: the (articolo determinativo) viene scritto ye, il che porta i locutori, per influenza della grafia, a pronunciare il tutto come se fosse realmente una y.
L'uso di porre un punto sulla y si incontra anche sul Continente, soprattutto nella grafia gotica, per aiutare a distinguere y da un insieme di lettere ambigue (come ij senza punto), frequenti in questo tipo di scrittura.

### Punctum delensdell'antico irlandese
Ḃḃ [β,v], Ċċ [χ/ç], Ḋḋ [ð], Ḟḟ [-], Ġġ [ɣ], Ṗṗ [ɸ,f], Ṡṡ [s/-], Ṫṫ [θ].
Legenda : la virgola separa il valore storico dal valore recente, la barra obliqua le varianti combinatorie.
Le lingue celte condividono un fenomeno fonetico denominato lenizione consonantica, che non è riportato con precisione nei manoscritti irlandesi. Questo fenomeno è una spirantizzazione delle consonanti iniziali dopo alcune parole, per sandhi. Le consonanti che possono essere lenificate sono le occlusive, c [k], g, t, d, p e b, così come le fricative f e s. L'antico irlandese inizialmente non riporta tutte le lenizioni: è molto più tardi che esse vengono sistematicamente indicate, per mezzo del punto sovrascritto, detto punctum delens — il nome viene dal fatto che inizialmente indicava che una lettera così marcata era un lapsus calami e non doveva essere considerata. Era dunque inizialmente non un diacritico ma un segno di correzione.
In seguito il punto viene sistematizzato ed esteso alle lettere che vengono ancora scritte ma non più pronunciate a causa della lenizione, dapprima f poi s ([f] lenificata sola è sempre muta: il ricorso al punctum delens è in questo caso motivato; [s] lenificata può valere [h] o essere muta). Ancora dopo e al giorno d'oggi la lenizione delle occlusive sorde viene indicata da una h successiva, a imitazione degli usi antichi, come la notazione latina delle consonanti aspirate greche (ch, ph, th).
Si trova grosso modo nei manoscritti anteriori al XII secolo il punctum delens su s e f e la -h dopo c, t e, talvolta, p. Dopo il XII secolo e fino al XVI secolo, a seconda dei manoscritti, viene a volte sistematicamente utilizzato il punctum delens a volte il -h per ciascuna consonante che può essere lenificata (in certi testi gli amanuensi impiegano alternativamente l'uno o l'altro). Tra il XVI e il XX secolo l'uso del punctum delens viene esteso, sostituendo il -h in tutti i casi.
È nel XX secolo, comunque, che il punctum delens viene eliminato a favore di -h, a causa della compatibilità con le macchine per scrivere ed in seguito con i computer. Esempio: an ḃán ṁór (= an bhán mhór), «la grande donna». Unicode e la norma ISO 8859-14 permettono ora la codifica del punto sovrascritto che conosce una rinascita d'interesse.

## Ortografie moderne

### Maltese
Ċċ [t͡ʃ], Ġġ [d͡ʒ], Żż [z].
L'ortografia, creata nel 1934, è ispirata all'italiano; è per questa ragione che due lettere, Ġġ e Żż, sono diacriticizzate, in maniera originale, da un punto: Ġġ per essere distinta da Gg [g] e Żż per esserlo da Zz [t͡s,d͡z]. Il punto presente in Ċċ non ha alcuna giustificazione perché non esiste la Cc; in più Cc vale già [t͡ʃ] (tra l'altro) in italiano.

### Turco (e azero, tataro)
İi [i] (Iı [ɯ]).
Questo caso è sorprendente. Il punto sulla i non è normalmente considerato un diacritico (scrivere İ o I non cambia la lettura di İLLEGGİBİLE / ILLEGGIBILE, per esempio), e, sebbene inizialmente la i non avesse il punto (vedere più in alto), non esiste in altri alfabeti oltre il turco (e in quelli derivatene come l'azero e il tataro) la ı senza punto. Il punto non è dunque normalmente un elemento grafico applicabile perché non permette contrapposizioni.
Nella lingua turca, pertanto, esiste la i con il punto che vale /i/ e la ı senza punto per /ɯ/. Per questo motivo le maiuscole devono anch'esse essere distinte: le lettere vengono usate in coppia İi / Iı. Vedere anche Lettere i e ı in lingua turca.

### Polacco
Żż [ʒ].
Jan Hus, all'inizio del XV secolo, essendo allora in esilio, aveva nella sua De Orthographia Bohemica proposto una nuova ortografia per la sua lingua, il ceco, creando un sistema di consonanti diacriticizzate da un punto sovrascritto che serviva ad indicare le consonanti risultato di una palatalizzazione e a sostituire la grafia dei digrammi (introdusse anche l'accento acuto come indicazione della quantità vocalica lunga). È questo il sistema che ha portato alla nascita di numerose consonanti diacritiche nelle lingue slave a scrittura latina, il punto si è evoluto nella maggior parte dei casi in un háček; nel polacco, in ogni caso, l'uso del punto è rimasto sulla sola lettera z, la risultante ż vale [ʒ]. È un equivalente diretto, ma arcaico, della ž, utilizzata nelle altre lingue slave a scrittura latina.

### Lituano
Ėė [eː].
Come nel caso del polacco, il punto sembra essere un prestito dalla ortografia hussita. Nelle altre lingue slave viene spesso rappresentato da un accento acuto.

### Cheyenne
Ȧȧ [ḁ], Ėė [ɪ̥], Ȯȯ [o̥].
Le vocali sonore (e talvolta mute, a seconda della situazione) del cheyenne sono normalmente riportate con un punto sovrascritto (eccetto che in fine di parola dove divengono automaticamente sorde). Per ragioni di compatibilità, il punto viene spesso sostituito da un accento circonflesso. Per esempio: taxemesėhestȯtse [taxɪmɪsːhɪsto̥tsɪ̥], «tavolo», scritto più comunemente taxemesêhestôtse.

## Romanizzazioni recenti, trascrizioni/traslitterazioni

### Sanscrito e lingue indoarie
Ṁṁ [+nasalizzazione], Ṅṅ [ŋ], Ṙṙ [ɽ] (trascrizione).
Il carattere ṁ viene usato nella trascrizione delle lingue dell'India in concorrenza con ṃ, per l'anusvara (=ं, segno di nasalizzazione il cui valore varia grandemente da una lingua all'altra; può anche indicare una consonante nasale semplice); il fonema [ɽ] (devanâgarî: ड), viene raramente trascritto come ṙ. Viene più spesso utilizzato il punto sottoscritto: ṛ.
L'uso di ṅ per [ŋ] (ङ), comunque, risale alle più antiche norme di trascrizione del sanscrito.

### Arabo
Ġġ [ɣ] (trascrizione).
Questa notazione rappresenta in più sistemi la lettera غ ġayn. Vedere anche Trascrizione delle lingue semitiche.

### Kazako, tagico
Ėė [e] (trascrizione).

### Curdo
Ġġ [ɣ].
Questa traslitterazione della lettera غ subisce le convenzioni adottate per l'arabo.

### Lettone
Ȯȯ [ɤ].

### Ceceno
Ç̇ç̇ [t͡ʃʼ], Ġġ [ʁ], Q‌̇q̇ [qʼ], Ẋẋ [ħ].

### Venda, igbo (lingue africane)
Ṅṅ [ŋ].
Questo carattere viene oggi utilizzato nelle ortografie romanizzate di più lingue africane. Nell'alfabeto pan-nigeriano — e nella maggioranza delle lingue d'Africa che usano il fonema [ŋ] —, viene semplicemente reso con ŋ.

### Armeno
Ṙṙ [r] (trascrizione classica).
Si può impiegare r̄ o ṙ (notazione di Meillet) nelle opere di linguistica per traslitterare la lettera ռ [r], che si contrappone a r ր [ɾ] (o [ɹ]). La grafia con in punto sottoscritto, ṛ, viene utilizzata nelle traslitterazioni proposte della Library of Congress.

### Ulithiano
Ȧȧ, Ėė, Ȯȯ.

### Basa
Ėė [ɛ].

## Fisica
In fisica (e talvolta in matematica), il punto sovrascritto è a volte utilizzato per indicare la derivata di un valore in rapporto al tempo.
Per esempio, la velocità {\displaystyle v}, derivata dalla posizione {\displaystyle x}, può essere scritta {\displaystyle v={\dot {x}}}.
Similmente, la derivata seconda di un valore rispetto al tempo può essere indicata da un doppio punto sovrascritto. Per esempio, l'accelerazione {\displaystyle a}, derivata seconda della posizione {\displaystyle x}, può essere scritta come {\displaystyle a={\ddot {x}}}.
Il punto sovrascritto nella lettera V (V̇) è utilizzato in fisiologia per esprimere il consumo massimo d'ossigeno.

## Codifica informatica
Nei numerosi caratteri esistenti nelle tabelle dell'Unicode molti sono precomposti con il punto sovrascritto. Quando un carattere manca, è possibile utilizzare il punto sovrascritto non preimpostato codificato con U+0307 nel blocco dei diacritici. Per esempio il segno di uguale con il punto sovrascritto può essere composto in questa maniera: =̇. Esiste, nel blocco delle lettere modificative preimpostate, un punto sovrascritto preimpostato: ˙ U+02D9.
Questo carattere non deve venir confuso con i numerosi punti sovrascritti di altri blocchi di scrittura (come l'anusvāra del devanāgarī).